# Лекаревка (Нижегородская область)
Ле́каревка — деревня в Пильнинском районе Нижегородской области. Входит в состав Языковского сельсовета.

## География
Деревня находится на левом берегу реки Сура, на расстоянии 41 км к юго-востоку от рабочего посёлка Пильна, административного центра района.

### Часовой пояс
Деревня Лекаревка, как и вся Нижегородская область, находится в часовой зоне МСК (московское время). Смещение применяемого времени относительно UTC составляет +3:00.

## Население
| 2002 | 2010 |
| ---- | ---- |
| 48   | ↘45  |

## Улицы
В деревне имеется одна улица — Кузнецова.